# John Snarby
John Snarby, född 1922 i Tromsøsund som numera ingår i Tromsø, död 1991, tjänstgjorde på fartyget Norsel som steward då det transporterade ner manskap och utrustning till det som skulle bli Maudheimexpeditionen på Drottning Mauds land. Då expeditionens kock Schjølberg Nilsen oväntat måste återvända hem med fartyget kom Snarby att utan egentliga förberedelser bli expeditionens kock för vintern 1950–1951. Sommaren efter avlöstes han av Bjarne Lorentzen som kom ner med Norsel vid sommarprovianteringen och Snarby kunde återvända hem med fartyget. Snarby var utbildad steward och hade fyra års praktik i fartygskabyss..
Snarby erhöll liksom övriga expeditionsdeltagare Maudheimmedaljen och bergstoppen Snarbynuten (Snarby Peak) på Drottning Mauds land är namnsatt efter honom.